# Адемілсон
Адемілсон Брага Біспо Жуніор або просто Адемілсон (порт.-браз. Ademilson Braga Bispo Junior / Ademilson; нар. 9 січня 1994, Кубатау, Бразилія) — бразильський футболіст, нападник клубу китайської Першої ліги «Ухань Три Таунс».

## Клубна кар'єра

### «Сан-Паулу»
З 2005 року виступав за юнацьку команду «Сан-Паулу». У Лізі Пауліста дебютував 2 лютого 2012 року в поєдинку проти «Гуарані». 22 липня 2012 року дебютував у чемпіонаті Бразилії в поєдинку проти «Фігейренсе» на стадіоні Орландо Скарпеллі, в якому також відзначився й дебютним голом в еліті бразильського футболу. Першим м'ячем на континентальному рівні відзначився 1 серпня 2012 року в поєдинку Південноамериканського кубку «Сан-Паулу» - «Баїя».
23 квітня 2014 року, в першому матчі другого раунду Кубку Бразилії, який «Сан-Паулу» програв (1:2) «Клубе де Регатас Бразіл», Адемілсон відзначився прекрасним голом після удару бісіклетою.

### «Йокогама Ф. Марінос»
28 лютого 2015 року відправився в оренду до представника Джей-ліги 1 «Йокогама Ф. Марінос». У футболці нового клубу дебютував 14 березня 2015 року, вийшовши у стартовому складі в поєдинку проти ФК «Токіо». 25 квітня відзначився першим голом за нову команду в матчі 7-го туру Джей-ліги 1 проти «Сьонан Бельмаре» Загалом у складі команди відзначився 8-ма голами у 33-ох матчах та допоміг їй посісти підсумкове 7-ме місце в чемпіонаті Японії. Також обраний найціннішим гравцем сезону за версією вболівальників «Йокогама Ф. Марінос».

### «Ґамба Осака»
8 січня 2016 року відправився в оренду до іншого представника японської Джей-ліги 1, «Ґамба Осаки». У новій команді дебютував 20 лютого того ж року в програному (1:3) поєдинку Суперкубку Японії проти «Санфречче Хіросіма». Тиждень по тому провів свій перший матч у синьо-чорній футболці, в програному (0:1) домашньому матчі проти «Касіми Антлерс». 3 квітня відзначився дебютним голом за нову команду, у поєдинку 5-го туру проти свого колишнього клубу, «Йокогами Ф. Марінос». і в своєму першому сезоні в 29 матчах чемпіонату відзначився 9 голами у чемпіонаті та 13 голів у 40 поєдинках у всіх змаганнях за клуб з Осаки.
Перейшов на повноцінній основі до «Ґамба Осаки» 10 жовтня 2016 року за гонорар у розмірі 3,15 млн доларів США. Наступні два роки в Осаці оговтався від травми, оскільки пропустив більшу частину другої половини 2017 року та першу половини 2018 року через проблеми з коліном. Таким чином, пропустивши кінцівку сезону лише чотирма голами в 22 матчах ліги в 2017 році, перш ніж відзначився 5 голами у 17 матчах ліги в 2018 році, коли «Гамба» фінішував на 10-му та 9-му місцях у підсумковій таблиці відповідно.

## Кар'єра в збірній
У 2011 році він брав участь у юнацькому чемпіонаті світу 2011 році у складі збірної Бразилії (U-17) та відзначився 5 голами (найкращий бомбардир команди), що є 3-ім у рейтингу найкращих бомбардирів. Зокрема, у чвертьфіналі змагання відзначився голом у воротах юнацької збірної Японії (U-17).
У 2012 році брав участь у міжнародному турнірі SASF Кейптаун U-20 у футболці молодіжної збірної Бразилії, на якому відзначився голом у воротах збірної Японії U-20.
У 2013 році брав участь у молодіжному чемпіонаті Південної Америки та молодіжному чемпіонаті світу 2013 у футболці збірної Бразилії (U-20), але бразильці програли кваліфікацію та втратили право брати участь у молодіжному чемпіонаті світу 2013 році. Бразилія вперше за 34 роки пропустила молодіжний чемпіонат світу, починаючи з юнацького чемпіонату світу 1979 року в Японії.
У 2014 році брав участь у Турнірі в Тулоні у складі збірної Бразилії (U-21), забивши 3 м'ячі (найкращий бомбардир команди), ставши другим найкращим бомбардиром турніру та допоміг Бразилії тріумфувати на турнірі.

## Стиль гри
Продемонструвавши свої якості у декількох юнацьких бразильських футбольних змаганнях, за його словами, Адемілсон вважав свій стиль гри подібним до Луїса Фабіано, колишнього партнера по «Сан-Паулу». Обидва вони використовують свою фізичну силу, разом зі своїми вміннями та швидкістю. Окрім цього, для Адемільсона, як і його кумир, також має рішучість бігати і битися, щоб виграти матч. З його власних слів: «Я знаю, що маю цю якість (силу), і я багато працюю над тим, щоб завжди вдосконалюватися у всьому, і я намагаюся поліпшити своє статура, щоб зробити її одним із моїх сильних сторін». Незважаючи на те, що все ще був підлітком, Адемілсон привернув увагу провідних європейських футбольних клубів. У червні 2013 року став відомий інтерес з боку італійського гранду «Мілана». За даними газети Il Sussidiario, його стиль гри був схожий на камерунського збірника Самюеля Ето'о.

## Статистика виступів

### Клубна
Станом на 30 травня 2020
| Клубна статистика | Клубна статистика   | Клубна статистика | Ліга      | Ліга      | Кубок                   | Кубок                   | Кубок ліги      | Кубок ліги      | Континентальні | Континентальні | Інші  | Інші  | Загалом | Загалом |
| Сезон             | Клуб                | Ліга              | Матчі     | Голи      | Матчі                   | Голи                    | Матчі           | Голи            | Матчі          | Голи           | Матчі | Голи  | Матчі   | Голи    |
| Бразилія          | Бразилія            | Бразилія          | Чемпіонат | Чемпіонат | Кубок                   | Кубок                   | Кубок ліги      | Кубок ліги      | КОНМЕБОЛ       | КОНМЕБОЛ       |       |       | Загалом | Загалом |
| ----------------- | ------------------- | ----------------- | --------- | --------- | ----------------------- | ----------------------- | --------------- | --------------- | -------------- | -------------- | ----- | ----- | ------- | ------- |
| 2012              | «Сан-Паулу»         | Серія A           | 23        | 3         | 1                       | 0                       | -               | -               | 6              | 1              | 2     | 0     | 32      | 4       |
| 2013              | «Сан-Паулу»         | Серія A           | 21        | 2         | 0                       | 0                       | -               | -               | 8              | 2              | 10    | 2     | 39      | 6       |
| 2014              | «Сан-Паулу»         | Серія A           | 10        | 1         | 5                       | 1                       | -               | -               | 1              | 0              | 15    | 3     | 31      | 5       |
| Загалом           | Загалом             | Загалом           | 54        | 6         | 6                       | 1                       | 0               | 0               | 15             | 3              | 27    | 5     | 102     | 15      |
| Японія            | Японія              | Японія            | Ліга      | Ліга      | Кубок Імператора Японії | Кубок Імператора Японії | Кубок Джей-ліги | Кубок Джей-ліги | АФК            | АФК            | Інші1 | Інші1 | Загалом | Загалом |
| 2015              | Йокогама Ф. Марінос | Джей-ліга 1       | 33        | 8         | 3                       | 2                       | 3               | 0               | -              | -              | -     | -     | 39      | 10      |
| Загалом           | Загалом             | Загалом           | 33        | 8         | 3                       | 2                       | 3               | 0               | -              | -              | -     | -     | 39      | 10      |
| 2016              | «Ґамба Осака»       | Джей-ліга 1       | 29        | 9         | 2                       | 0                       | 4               | 3               | 4              | 1              | 1     | 0     | 40      | 13      |
| 2017              | «Ґамба Осака»       | Джей-ліга 1       | 22        | 4         | 2                       | 0                       | 2               | 0               | 6              | 2              | -     | -     | 32      | 6       |
| 2018              | «Ґамба Осака»       | Джей-ліга 1       | 17        | 5         | 0                       | 0                       | 4               | 0               | -              | -              | -     | -     | 21      | 5       |
| 2019              | «Ґамба Осака»       | Джей-ліга 1       | 32        | 10        | 0                       | 0                       | 9               | 1               | -              | -              | -     | -     | 41      | 11      |
| 2020              | «Ґамба Осака»       | Джей-ліга 1       | 1         | 0         | 0                       | 0                       | 0               | 0               | -              | -              | -     | -     | 1       | 0       |
| Загалом           | Загалом             | Загалом           | 101       | 28        | 4                       | 0                       | 19              | 4               | 10             | 3              | 1     | 0     | 135     | 35      |
| Усього за кар'єру | Усього за кар'єру   | Усього за кар'єру | 188       | 42        | 13                      | 3                       | 22              | 4               | 25             | 6              | 28    | 5     | 276     | 60      |

1 Включаючи матчі в Суперкубку Японії.

### Голи за збірну

#### юнацька збірна Японії (U-17)
| #  | Дата           | Місце                                  | Суперник    | Рахунок | Результат | Змагання                             |
| -- | -------------- | -------------------------------------- | ----------- | ------- | --------- | ------------------------------------ |
| 1. | 20 червня 2011 | Естадіо Омнілайф, Сапопан, Мексика     | Данія       | 1–0     | 3–0       | юнацький чемпіонат світу (U-17) 2011 |
| 2. | 20 червня 2011 | Естадіо Омнілайф, Сапопан, Мексика     | Данія       | 3–0     | 3–0       | юнацький чемпіонат світу (U-17) 2011 |
| 3. | 26 червня 2011 | Естадіо Омнілайф, Сапопан, Мексика     | Кот-д'Івуар | 2–1     | 3–3       | юнацький чемпіонат світу (U-17) 2011 |
| 4. | 29 June 2011   | Естадіо Омнілайф, Сапопан, Мексика     | Еквадор     | 1–0     | 2–0       | юнацький чемпіонат світу (U-17) 2011 |
| 5. | 3 July 2011    | Естадіо Коррегідора, Керетаро, Мексика | Японія      | 2–0     | 3–2       | юнацький чемпіонат світу (U-17) 2011 |

## Досягнення
«Сан-Паулу»
- Південноамериканський кубок
  -  Володар (1): 2012

«Ухань Трі Таунс»
- Китайська Суперліга
  -  Володар (1): 2022
- Суперкубок Китаю
  -  Володар (1): 2023

молодіжна збірна Бразилії
- Міжнародний турнір 8-ми нації
  -  Володар (1): 2012

- Турнір у Тулоні
  -  Володар (2): 2013, 2014